# Тройчатники
Тройчатники (лат. Triaenodes) — род ручейников из семейства Leptoceridae, подсемейства Leptocerinae, трибы Triaenodini.

## Описание
Длина тела имаго 4-7 мм. Передние ноги с одной шпорой, средние и задние с двумя. Передние крылья золотисто-коричневые, светло-коричневые или бледно-желтые. По заднему краю крыла обычно имеется узкая полоса из волосков кремового цвета.
Личинки длиной 8,5-13 мм. Верхняя губа с большой вырезкой. Задние голени разделены на две части. Куколка длиной 8-11 мм. У самцов усики закручены вокруг тела.

## Экология
Личинки развиваются в зарослях водных растений, строят длинные домики из спирально уложенных фрагментов растений.

## Классификация
В мировой фауне известно 175 видов.

## Распространение
Космополитный род, центром видового богатства являются тропические области Старого Света.